# 풍각중학교
풍각중학교(豊角中學校)는 대한민국 경상북도 청도군 풍각면 송서리에 있는 공립 중학교이다.

## 학교 연혁
- 1952년 3월 21일 : 학교법인 풍각중학교 설립 인가
- 1952년 4월 1일 : 풍각중학교 개교 (사립)
- 1959년 2월 14일 : 공립 전환 및 초대 서영락 교장 취임
- 2023년 9월 1일 : 제29대 오병태 교장 취임
- 2024년 1월 4일 : 제73회 졸업식(졸업생 16명, 총 졸업생수 10,332명)
- 2024년 3월 4일 : 2024학년도 입학식(남 4명, 여 16명 총 20명)

## 참고 자료
- 풍각중학교 - 한국교육학술정보원 학교알리미